# وود ليك
وود ليك (بالإنجليزية: Wood Lake, Minnesota)‏ هي مدينة تقع في ولاية مينيسوتا في الولايات المتحدة. تبلغ مساحة هذه المدينة 2.1 (كم²)، وترتفع عن سطح البحر 321 م، بلغ عدد سكانها 439 نسمة في عام 2010 حسب إحصاء مكتب تعداد الولايات المتحدة.

## التركيبة السكانية
قام مكتب تعداد الولايات المتحدة بتحديد بيانات التركيبة السكانية لوود ليكفي تعداد الولايات المتحدة. في ما يلي، التركيبة السكانية حسب تعدادي 2000 و2010.

### تعداد عام 2000
بلغ عدد سكان وود ليك 436 نسمة بحسب تعداد عام 2000، وبلغ عدد الأسر 182 أسرة وعدد العائلات 119 عائلة مقيمة في المدينة. في حين سجلت الكثافة السكانية 541.6 نسمة لكل ميل مربع (209.1/كم2). وبلغ عدد الوحدات السكنية 190 وحدة بمتوسط كثافة قدره 236.0 نسمة لكل ميل مربع (91.1/كم2).
وتوزع التركيب العرقي للمدينة بنسبة 98.62% من البيض و 1.15% من الأمريكيين الأصليين و 0.23% من عرقين مختلطين أو أكثر.
بلغ عدد الأسر 182 أسرة كانت نسبة 30.8% منها لديها أطفال تحت سن الثامنة عشر تعيش معهم، وبلغت نسبة الأزواج القاطنين مع بعضهم البعض 58.8% من أصل المجموع الكلي للأسر، ونسبة 4.9% من الأسر كان لديها معيلات من الإناث دون وجود شريك، وكانت نسبة 34.6% من غير العائلات. تألفت نسبة 30.2% من أصل جميع الأسر من أفراد ونسبة 15.4% كانوا يعيش معهم شخص وحيد يبلغ من العمر 65 عاماً فما فوق. وبلغ متوسط حجم الأسرة المعيشية 2.97، أما متوسط حجم العائلات فبلغ 2.40.
بلغ العمر الوسطي للسكان 39 عاماً. وكانت نسبة 25.7% من القاطنين تحت سن الثامنة عشر، وكانت نسبة 8.9% بين الثامنة عشر والأربعة وعشرون عاماً، ونسبة 26.6% كانت واقعةً في الفئة العمرية ما بين الخامسة والعشرون حتى والأربعة وأربعون عاماً، ونسبة 19.7% كانت ما بين الخامسة والأربعون حتى الرابعة والستون، ونسبة 19.0% كانت ضمن فئة الخامسة والستون عاماً فما فوق. يوجد لكل 100 أنثى 98.2 ذكر، ويوجد لكل 100 أنثى في الثامنة عشر من عمرها فما فوق 96.4 ذكر.
بلغ متوسط دخل الأسرة في المدينة 38,203 دولار، أما متوسط دخل العائلة فبلغ 46,875 دولار. وكان متوسط دخل الذكور 30,900 دولار مقابل 20,789 دولار للإناث. وسجل دخل الفرد الخاص بالمدينة 16,903 دولار.

### تعداد عام 2010
بلغ عدد سكان وود ليك 439 نسمة بحسب تعداد عام 2010، وبلغ عدد الأسر 181 أسرة وعدد العائلات 118 عائلة مقيمة في المدينة. في حين سجلت الكثافة السكانية 542.0 نسمة لكل ميل مربع (209.3/كم2). وبلغ عدد الوحدات السكنية 195 وحدة بمتوسط كثافة قدره 240.7 لكل ميل مربع (92.9/كم2).
وتوزع التركيب العرقي للمدينة بنسبة 92.5% من البيض و 4.6% من الأمريكيين الأصليين و 1.4% من عرقين مختلطين أو أكثر.
بلغ عدد الأسر 181 أسرة كانت نسبة 29.3% منها لديها أطفال تحت سن الثامنة عشر تعيش معهم، وبلغت نسبة الأزواج القاطنين مع بعضهم البعض 50.8% من أصل المجموع الكلي للأسر، ونسبة 7.2% من الأسر كان لديها معيلات من الإناث دون وجود شريك، بينما كانت نسبة 7.2% من الأسر لديها معيلون من الذكور دون وجود شريكة وكانت نسبة 34.8% من غير العائلات. تألفت نسبة 26.0% من أصل جميع الأسر من أفراد ونسبة 11.1% كانوا يعيش معهم شخص وحيد يبلغ من العمر 65 عاماً فما فوق. وبلغ متوسط حجم الأسرة المعيشية 2.86، أما متوسط حجم العائلات فبلغ 2.43.
بلغ العمر الوسطي للسكان 38 عاماً. وكانت نسبة 24.4% من القاطنين تحت سن الثامنة عشر، وكانت نسبة 6.9% بين الثامنة عشر والأربعة وعشرون عاماً، ونسبة 26.8% كانت واقعةً في الفئة العمرية ما بين الخامسة والعشرون حتى والأربعة وأربعون عاماً، ونسبة 28.5% كانت ما بين الخامسة والأربعون حتى الرابعة والستون، ونسبة 13.4% كانت ضمن فئة الخامسة والستون عاماً فما فوق. وتوزع التركيب الجنسي للسكان بنسبة 51.7% ذكور و48.3% إناث.

## وصلات خارجية
- The US50 - Cities and Towns in Minnesota State